# 하우스 대역전
하우스 대역전은 SBS TV, SBS F!L, 라이프타임 등이 공동으로 편성하고 있는 예능 프로그램으로, 집에 관한 내용을 다루고 있는 방송 프로그램이다. 소재는 자사의 동일 소재 주택 관련 예능 프로그램인 홈데렐라와 거의 비슷하다.

## 프로그램 소개
집값 수직 상승을 위한 하우스 컨설팅 프로젝트! 내 집의 변신 <하우스 대역전>

## 출연진
- 김성주
- 김지민
- 전진
- 박군

## 제작진
- 기획 : 이상수
- CP : 박재용, 김지선
- PD : 최지원, 오미라
- 연출 : 서동운, 김민수, 정한들, 변혜린, 심고은, 정사라, 박시은
- 작가 : 박성주, 김지은, 김윤희, 진송희, 이미로, 장진선

## 방송 시간
- SBS TV : 매주 금요일 저녁 5시 50분
- SBS F!L : 매주 금요일 밤 8시
- 라이프타임채널 : 매주 금요일 밤 9시
- SBS MTV : 매주 토요일 낮 12시

## 시청률
- 1회 : 1.3 %
- 2회 : 1.7 %
- 3회 : 2.2 %
- 4회 : TBA

## 같이 보기
- 홈데렐라